# Fiorentino
Fiorentino és un dels nou municipis de la República de San Marino. Té 2.245 habitants (any 2006) i una àrea de 6,57 km². Fa frontera amb els municipis sanmarinesos de Chiesanuova, San Marino, Borgo Maggiore, Faetano i Montegiardino, i amb els municipis italians de Monte Grimano i Sassofeltrio.